# Philipp van Limborch
Philipp van Limborch (19 de junio de 1633 - 30 de abril de 1712) fue un teólogo remonstrante neerlandés, nacido en Ámsterdam, dónde su padre era abogado.
Se educó en Utrecht, en Leiden, en su ciudad natal y finalmente en la Universidad de Utrecht, en la que ingresó en 1652. En 1657 se hizo pastor remonstrante (arminiano) en Gouda y en 1667 fue transferido a Ámsterdam, donde al año siguiente se añadió a su cargo de pastor el de profesor de teología en el seminario remonstrante. Era amigo de John Locke. Murió en Ámsterdam el 30 de abril de 1712.

## Obra
Su obra más importante, el Institutiones theologiae christianae, ad praxin pietatis et promotionem pacis, christianae unice directae (Ámsterdam, 1686, 5ª ed., 1735), es una clara y completa exposición del sistema de Simón Episcopius y Stephan Curcellaeus. La cuarta edición de 1715 incluye el póstumo Relatio historica de origine et progressu controversiarum in foederato Belgio de praedestinatione. Limborch también escribió:
- De veritate religionis Christianae amica coltatio cum erudito Judaeo (Gouda, 1687)
- Historia Inquisitionis (1692), en cuatro libros, prefijado en el Liber Sententiarum Inquisitionis Tolosanae (1307-1323)
- Commentarius in Ada Apostotorum et in Epistolas ad Romanos et ad Hebraeos (Róterdam, 1711)

Su labor editora incluye la publicación de varias obras de sus predecesores y de la Epistolae ecclesiasticae praestantum ad eruditorum virorum (Ámsterdam, 1684) de Jacobus Arminius, Joannes Uytenbogardus, Konrad Vorstius (1569-1622), Gerhard Vossius (1577-1649), Hugo Grocio, Simón Episcopius (su tío abuelo) y Caspar Barlaeus; son de gran valor para los estudiosos del arminianismo.
Una traducción al inglés de la Theologia se publicó en 1702 por William Jones (A Complete System or Body of Divinity, both Speculative and Practical, founded on Scripture and Reason, Londres, 1702). Una traducción al inglés de la Historia Inquisitionis fue publicada en 1731 por Samuel Chandler con una larga introducción sobre el ascenso y el progreso de la persecución y sus causas reales o imaginadas.
Su edición del Liber Sententiarum Inquisitionis Tolosanae todavía es considerado importante en la actualidad por su meticulosa transcripción de un manuscrito del inquisidor dominico Bernard Gui, que se consideró perdido para siempre durante mucho tiempo, pero que fue redescubierto en la Biblioteca Británica en Londres. Recientemente, ha aparecido una nueva edición.